# Whiplash (personaje)
Whiplash (en español: Latigazo o Látigo Negro) es el nombre de varios personajes ficticios que aparecen en los cómics estadounidenses publicados por Marvel Comics. Todas las versiones de Whiplash son supervillanos, frecuentemente enemigos de Iron Man. Mark Scarlotti, el primer Whiplash, también ha sido llamado Blacklash. 
Ivan Vanko, una versión del personaje inspirada por la encarnación de Anton Vanko, aparece en la película Iron Man 2 (2010), interpretado por Mickey Rourke.

## Historial de publicación
Mark Scarlotti apareció como Whiplash por primera vez enTales of Suspense #97 (enero de 1968), creado por Stan Lee y Gene Colan.
Leeann Foreman debutó como Whiplash en Marvel Comics Presents #49 (mayo de 1990), creada por Erik Larsen.
Dos villanos nuevos llamados Whiplash y Blacklash, una mujer y un hombre, aparecen por primera vez en Thunderbolts #104 (septiembre de 2006), creados por Fabian Nicieza y Tom Grummet.
Un constructo llamado Whiplash que toma posesión de varias mujeres debutó en Big Hero 6 #1 (noviembre de 2008), creado por Chris Claremont y David Nakayama.
Anton Vanko apareció por primera vez en Iron Man vs. Whiplash #1 (enero de 2010), creado por Marc Guggenheim, Brannon Braga, Philippe Briones y Marko Djurdjevic.

## Biografía ficticia del personaje

### Mark Scarlotti
Mark Scarlotti es originalmente un técnico en electricidad con gran talento en la sucursal de Stark International en Cincinnati, pero desea una vida de lujo y se convierte en un criminal profesional. Con un traje y un sofisticado látigo metálico de diseño propio, el personaje se convierte en Látigo Negro, un diseñador de armas, agente especial y asesino de la organización criminal Maggia. En nombre de Maggia, Látigo Negro lucha contra el héroe Iron Man, el inventor Tony Stark y el antiguo empleador de Scarlotti, y los agentes de A.I.M. que atacan una nave de apuestas Maggia.
A Scarlotti se le asigna el trabajo de encubierto para Maggia en la planta de Cincinnati de Stark International y se convierte en Jefe de Investigación. Como Látigo Negro, Scarlotti luego tiene otra batalla inconclusa con Iron Man y huye de la escena, abandonando Maggia. Whiplash, junto con sus compañeros supervillanos Melter y el Hombre-Toro, es reclutado por el villano tridimensional Lama Negro para formar el equipo de Escuadrón de la Muerte y luchar contra Iron Man. Entran en una «guerra de súper villanos» para ganar el Globo Dorado de Poder del Lama Negro, pero todos son derrotados.
Látigo Negro se reincorpora a Maggia y lucha contra los héroes Spider-Man y Iron Man en Nueva Jersey, y finalmente es derrotado por el vigilante Wraith. El cerebro criminal Justin Hammer contrata a Látigo Negro, y con Fundidor y Ventisca intentan robar un casino en Atlantic City, pero Iron Man los detiene. Látigo Negro es liberado de la prisión por Hammer y lucha contra Iron Man nuevamente como uno de los operativos disfrazados de Hammer, y a pesar de las probabilidades abrumadoras, el héroe derrota a los villanos.
Scarlotti es reempleado por un consorcio anónimo, financiado por Hammer, para matar al empleado de Stark Vic Martinelli, y se le proporciona un vestuario y armamento mejorados y el nuevo alias Whiplash. Sin embargo, a pesar de las mejoras, Scarlotti es derrotado por Iron Man y humillado al ser arrastrado ante sus empleadores. Scarlotti hace una breve aparición como Látigo Negro como un empleado pagado del villano maestro el Pensador Loco en un intento fallido de matar al héroe, Thing que se está recuperando en un hospital de Nueva York.
Scarlotti es eventualmente diagnosticada como maníaco-depresiva por los psiquiatras de la prisión. Intenta reformar, pero rechazado por sus padres y residentes de su ciudad natal, Scarlotti se convierte nuevamente en Whiplash. Whiplash intenta un asesinato para la Maggia, se enfrenta a Spider-Man, a quien debilita con su látigo, pero es derrotado por el segundo Iron Man. Spider-Man golpea a Whiplash una vez más y también es capturado por el Capitán América mientras comete varios robos. Whiplash es recontratado por Justin Hammer y enviado junto con el Escarabajo y el segundo Ventisca para asesinar al exagente de Hammer, Force. Iron Man, Jim Rhodes y Force, sin embargo, derrotan al trío.
A petición de Hammer, Whiplash, Boomerang y el segundo Ventisca detienen el sabotaje industrial del vigilante Fantasma, Whiplash es enviado a trabajar con Iron Man y Jim Rhodes contra el saboteador, pero los traiciona. Junto con el villano de Spider-Man, Rhino, Whiplash persigue a su compañero, el Escorpión, que no devuelve las armas robadas a Hammer.
Scarlotti decide renunciar a su identidad criminal y se casa y tiene un hijo. La falta de dinero obliga a Scarlotti a asumir su identidad nuevamente, y él se convierte en el objetivo de un asesino, que mata a su esposa cuando ella regresa a su apartamento. Como Whiplash, Scarlotti encuentra y asesina al asesino, y se compromete a abandonar la identidad de Whiplash para siempre. Scarlotti, sin embargo, es contratado por un rival de Stark y regresa como Látigo Negro, con un traje mejorado y nuevas armas. Látigo Negro se las arregla para combatir a Iron Man en un punto muerto en su primer encuentro, pero es asesinado varias semanas después por la nueva armadura de Iron Man, que aplasta la garganta de Scarlotti contra los deseos de Tony Stark.

### Leeann Foreman
El segundo Látigo Negro es Leeann Foreman, una criminal profesional nacida en Wilmington, Delaware. Ella era una mutante con habilidades no reveladas y usaba cables de adamantium conectados a sus guantes como látigos. Ella era parte de la banda de los malos de Critical Mass. Los Baddies secuestraron a una niña mutante y a su padre para obligarlos a unirse a su banda. Forzaron a la hija a noquear a Spider-Man y Wolverine, pero se recuperaron rápidamente. La hija entonces desató sus poderes, hizo estallar el almacén en el que estaban y derrotó a todos los malos. Whiplash desapareció después de que la explosión telequinética de la hija le permitió liberarse.
Más tarde se unió a las Femme Fatales y fue contratada por Camaleón para atraer a Spider-Man a una trampa al amenazar a un embajador de las Naciones Unidas. Spider-Man derrotó a las Femme Fatales y salvó al embajador. Las Fatales unieron fuerzas con el Escorpión y la Tarántula, pero todos fueron derrotados por Spider-Man y la Gata Negra. Las Femme Fatales más tarde recibió una invitación para unirse a Superia y su organización de mujeres delincuentes, las Femizons. Aceptaron y se encontraban entre las mujeres sobrehumanas a bordo del crucero de Superia, donde lucharon contra el Capitán América y el Paladín. Látigo Negro también viajó a la isla privada de Superia para ser una de sus nuevas Femizons.
Después de que el grupo se disolvió, Látigo Negro se unió a Orka, Shockwave y Killer Shrike en un complot para apoderarse de un portaaviones retirado, el USS Intrepid. Ella y sus aliados fueron derrotados por Heroes de Alquiler. Más tarde la vieron en «Bar sin nombre» y en una subasta del mercado negro para el simbionte Venom.
Durante la historia de «Hunt for Wolverine», Látigo Negro tomó el nombre de Snake Whip y está con las Femme Fatales cuando ayudan a Viper a atacar al grupo de Kitty Pryde en el restaurante Impreso de King's en Madripoor. Comprometió a Júbilo en la batalla antes de que Kitty Pryde la saque a ella y a Domino del restaurante. Luego de esa victoria, Snake Whip se mantuvo al lado de Viper cuando ella le ordenó a Knockout y Mindblast que entregaran a sus clientes a una Rogue y Tormenta derrotadas y cuando Viper habla con un representante de Soteira. Como Snake Whip pregunta si van a ignorar a Sapphire Styx. Viper dice que tienen que obedecer las órdenes del representante y «dejar que el @ # $% alimente». Después de otra llamada del representante de Soteira, Viper y Snake Whip revisan a Sapphire y la encuentran actuando de manera extraña afirmando que el alias de Wolverine, Patch está aquí. Snake Whip trabaja para contenerla solo para que la eliminen. Al recuperarse, Snake Whip comienza a ver a Patch atacando a Sapphire, aunque Viper no lo ve. Después de que Sapphire Styx explotó, lo que le permitió a Psylocke usar su poder del alma para recrear un nuevo cuerpo, Psylocke usó sus poderes para vencer a Bloodlust y utilizar una ilusión para engañar a Snake Whip y golpear el suelo. Domino persuadió a Snake Whip a rendirse cuando sus compañeros de equipo son derrotados. Cuando detuvieron a las Femme Fatales, Kitty Pryde recibió la información de que Soteira estaba detrás de Wolverine, de Snake Whip, quien le dio la información a cambio de una leve sentencia.

### Dúo Látigo Negro y Whiplash
Dos villanos, una mujer que es el tercer Látigo Negro y un hombre que es el segundo Whiplash, aparecen durante el inicio de la Guerra Civil Sobrehumana. Ambos son asociados pasados del Espadachín (Andreas von Strucker) y frecuentadores de eventos BDSM antes de convertirse en supervillanos. El dúo es reclutado por la fuerza en los Thunderbolts.

### Constructo
Esta versión de Látigo Negro no es una persona, sino una construcción de personalidad creada por Badgal. El Constructo es femenino y por lo tanto tiende a poseer hembras. Inicialmente, Badgal usó este constructo para poseer un ciudadano aleatorio, pero luego lo usó para poseer a Honey Lemon y luego GoGo Tomago. Cuando Big Hero 6 derrotó a Badgal, esta construcción dejó de existir.

### Anton Vanko
Anton Vanko (en ruso: Антон Ванко) es un joven científico de un pequeño pueblo ruso llamado Volstok que no tiene ninguna relación con el Dínamo Carmesí original. Un día, el pueblo es atacado por alguien que lleva un traje robado de la armadura de Iron Man, que asesina a varios pobladores, incluido su padre Igor Vanko (en ruso: И́горь Ва́нко) en un intento de incriminar a Tony Stark.
Utilizando un rifle especializado, Vanko puede disparar al impostor justo antes de huir, lo que hace que la placa del pecho de la armadura se suelte. Vanko se obsesiona con vengarse de Stark, sigue creyendo que él es el hombre que atacó a su aldea y decide usar la placa del pecho para diseñar un arma adecuada para hacerlo. Durante los próximos seis meses, invirtió un traje de armadura equipado con látigos de energía y jura matar a Stark para vengar a su padre.
Después de irrumpir en la prisión donde Stark está detenido por sus presuntos delitos, Vanko mata a varios guardias e intenta rastrear y asesinar a Stark y su confidente Pepper Potts. Stark pelea con Vanko usando una armadura cruda de armadura de hombre de hierro hecha de partes de varias máquinas alrededor de la prisión, y lo obliga a huir. Después de que Stark rastrea al sindicato criminal que lo enmarca, Vanko llega a su cuartel general con la intención de acabar con Iron Man de una vez por todas. Es allí donde Vanko se entera de que Stark fue realmente enmarcado y que el consorcio internacional secreto fundó al sindicato para destruir Volstok, financiado por varios gobiernos, entre ellos Estados Unidos y Rusia, en particular el primer ministro ruso, Vladímir Putin, con el fin de acabar con un activista que estaba creando sentimientos anti-Putin. A pesar de haberse enterado de la inocencia de Iron Man, Vanko hace un último intento de matarlo, afirmando que a pesar de que no destruyó la aldea, su tecnología lo hizo. Después de que el edificio se incendia, ambos hombres son obligados a correr a la seguridad, y Vanko luego escapa. Después de esto, Stark es absuelto de sus supuestos delitos y ayuda a reconstruir Volstok. Mientras esto sucede, se ve a Vanko en Moscú acercándose a la catedral de San Basilio en la Plaza Roja, preparándose para vengarse adecuadamente en esta ocasión.
Látigo Negro fue reclutado más tarde por Max Fury como miembro de la encarnación de los Maestros del Mal en el Consejo de la Sombra.
Durante la historia de Infinity, Látigo Negro es uno de los villanos reclutados por Spymaster para ayudarlo en un complot para atacar a la casi indefensa Torre Stark.
Más tarde, ataca a Chica Ardilla y a su compañero Tippy-Toe cuando la confunde con Iron Man, ya que llevaba una de sus armaduras, pero más tarde es derrotada.

### Whiplash Femenina
Como parte del evento All-New, All-Different Marvel, una supervillana femenina toma el nombre de Whiplash. La mujer Whiplash fue contratada por Power Broker a través de la aplicación Hench para proteger su presentación de la aplicación Hench 2.0. Terminó peleando con Ant-Man y Giant-Man (Raz Malhotra) cuando aparecieron para enfrentar a Power Broker. La batalla termina con Whiplash escapando debido a la inexperiencia de la lucha contra el crimen de Giant-Man.

## Poderes y habilidades
Mark Scarlotti, equipado por Justin Hammer, usa un traje a prueba de balas y controla un par de látigos de titanio controlados cibernéticamente que pueden extenderse y son lo suficientemente rápidos como para desviar las balas; también pueden volverse rígidos y ser usados como nunchaku o pértiga. Lleva una variedad de dispositivos en una bolsa de armas, que incluyen bolas antigravitatorias y un necro-látigo que libera energía eléctrica generada por sus guanteletes. Scarlotti es un ingeniero de investigación y especialista en diseño de armas, con un título universitario en ingeniería.
Leeann Foreman usa dos guanteletes que contienen tres cables retráctiles de acero con forma de látigo en cada uno de sus brazos. Cada cable puede extenderse una longitud máxima de aproximadamente ocho metros y tiene púas de adamantium afiladas en las puntas. Lleva un traje acolchado de tela elástica sintética con kevlar, un acolchado de hombros de cuerpo, una peto y máscara de acero, que le proporciona cierta protección contra daños físicos. Posee mucha experiencia en combate cuerpo a cuerpo y gran maestría en la utilización de sus látigos.
Los Whiplash y Blacklash sin nombre no tienen habilidades sobrehumanas evidentes, utilizan látigos energizados avanzados.
Anton Vanko posee una armadura equipada con dos látigos de energía incorporados en las muñecas. Se muestra que los látigos son lo suficientemente poderosos como para atravesar una escalera de metal, así como para desviar una descarga de disparos. También es un atleta hábil y posee un profundo conocimiento de la robótica, lo suficiente como para poder crear su traje a partir de una pieza destruida de la tecnología Stark.

## Otras versiones

### Ultimate Marvel
En Ultimate Iron Man aparece Marc de Scott, un hombre de negocios que compiten con Tony Stark para los contratos militares a través de su compañía Whiplash.
Anton Vanko, la versión Ultimate Marvel de Whiplash, es un terrorista ruso que aparece en el número 150 de Ultimate Spider-Man, como parte de la multitud en la fiesta de donación de Tony Stark, empuñando dos látigos eléctricos alimentados por algún tipo de batería.
Una versión femenina de Whiplash aparece más tarde como parte del equipo de mercenarios Femme Fatales.

## Otros medios

### Televisión
- Látigo Negro aparece en la serie de 1994 Iron Man con la voz de James Avery y más tarde con la voz de Dorian Harewood. Él es un sirviente del Mandarín junto a M.O.D.O.K., Hypnotia, Caballero Temible, Gárgola Gris, Ventisca, Láser Viviente, y Justin Hammer.
- Whiplash aparece en Iron Man: Armored Adventures episodio «Golpe de Látigo» con la voz de Peter Kelamis. Esta versión es la mano derecha cibernético del inventor/traficante de armas Sr. Fix. Puse de blanco a Pepper Potts desupués de que su padre fue herido por Whiplash. Whiplash fue derrotado por Iron Man y se lo creyó muerto. También aparece en el episodio «El hombre y el hombre de hierro» donde Sr. Fix mejora sus látigos cibernéticos para cargar un virus dentro de la armadura Iron Man causando que su I.A. se salga de control. Whiplash y Sr. Fix fueron derrotados otra vez.
- La mujer sin nombre Whiplash de Thunderbolts aparece en la serie animada de 2010 The Avengers: Earth's Mightiest Heroes en el episodio «El desprendimiento, Parte 1».
- Aparece en Phineas y Ferb: Misión Marvel, junto con otros villanos, Venom, M.O.D.O.K. y Cráneo Rojo para unir el mal con el Dr. Doofenshmirtz en cuando los Héroes pierden los poderes, con la voz de Peter Stormare.[48][49]
- Mark Scarlotti aparece como Marcus Scarlotti en Agents of S.H.I.E.L.D., interpretado por Falk Hentschel.[50] Esta versión es un mercenario alineado con Hydra que maneja un arma de látigo en la batalla. En el episodio «Una casa fracturada», Scarlotti fue enviado por Daniel Whitehall para dirigir a un equipo de agentes de Hydra que se hacen pasar por agentes de S.H.I.E.L.D. para atacar a las Naciones Unidas, desintegrando a varios delegados con armas llamadas bombas de astillas y casi matando al general de brigada Glenn Talbot. Marcus Scarlotti y su equipo, al ser conducidos a un refugio de S.H.I.E.L.D. por el ministro de asuntos belga / agente de Hydra, Marcus Scarlotti, mataron a la agente de S.H.I.E.L.D., Noelle Walters con una bomba de astillas. Cuando Melinda May, Bobbi Morse y Lance Hunter llegó a la casa de seguridad, Marcus y los agentes de Hydra los contrataron. May luchó contra Scarlotti, mientras que Hunter y Morse lucharon contra los otros agentes de la Hidra. Fue derrotado por Melinda May, mientras que el resto de su equipo fue derrotado por Lance y Bobbi. Scarlotti y los agentes de Hydra fueron arrestados por el ejército de Estados Unidos liderado por Talbot (quien también mencionó que Julien también fue arrestado cuando intentaba salir del país).[51]
- La versión de Anton Vanko aparece en Los Vengadores unidos, con la voz de Troy Baker.[52] Esta versión luchó previamente Iron Man. En el episodio «El Conquistador», se estrella un evento de museo de una exhibición y atrapa a los Vengadores en sus látigos mejorados. Hulk logra liberarse y saca a Whiplash del balcón. Con una combinación de Viuda Negra usando agua para cortar sus látigos y Hulk realizando una palmada, Whiplash es derrotado. El análisis de Iron Man del fragmento de látigo de Whiplash mostró que se estaba mejorando con la tecnología A.I.M. de sifón del siglo 30 que pertenecía a Kang el Conquistador.

### Cine
Mickey Rourke interpreta a Ivan Vanko, un personaje original basado en Whiplash y el Crimson Dynamo, en Iron Man 2. Un genio tecnológico despiadado empeñado en arruinar a Tony Stark, Vanko trabaja junto a Justin Hammer y maneja un par de látigos de metal electrificados. Vanko se describe como muy manipulador (particularmente hacia Hammer), pero es físicamente fuerte, capaz de sacar a dos guardias armados con poco o ningún esfuerzo. Solo tiene dos grandes enfrentamientos con Stark; la primera vez en una pista con solo arneses y látigos y la segunda vez en la Stark Expo con armadura de plata de cuerpo completo donde lucha contra Iron Man y War Machine.

### Videojuegos
- Látigo Negro aparece en el videojuego Iron Man con la voz de Zach McGowan. Aunque en este videojuego está acreditado como Whiplash, se revela que se llama Mark Scarlotti. Esta versión tiene la capacidad de extender adelante sus látigos negros cargados de energía, desde sus manos, y puede crear un campo de fuerza alrededor suyo. Luego de ser despedido de Industrias Stark, Mark Scarlotti empieza a trabajar con Maggia para vengarse de Tony Stark. Encuentra a Iron Man cuando estaba destruyendo los arsenasles de armas de los Diez Anillos en Afganistán y es derrotado luego de una breve batalla.
- La versión de Anton Vanko de Whiplash apareció como jefe en el juego de Facebook Marvel: Avengers Alliance.
- La versión de Ivan Vanko de Whiplash aparece en Lego Marvel Super Heroes, con la voz de John DiMaggio.
- La versión Iron Man 2 de Whiplash aparece en Marvel Future Fight como un personaje jugable.[54]